# Cnemaspis laoensis
Espèce
Cnemaspis laoensis est une espèce de geckos de la famille des Gekkonidae.

## Répartition
Cette espèce est endémique du Laos.

## Description
Cnemaspis laoensis mesure, queue non comprise, jusqu'à 40,9 mm pour les femelles.

## Étymologie
Son nom d'espèce, composé de lao[s] et du suffixe latin -ensis, « qui vit dans, qui habite », lui a été donné en référence au lieu de sa découverte.

## Publication originale
- Grismer, 2010 : The first record of the genus Cnemaspis Strauch (Squamata: Gekkonidae) from Laos with the description of a new species. Zootaxa, n. 2475, p. 55–63.